# Bonapruncinia
Bonapruncinia – rodzaj pająka z rodziny ukośnikowatych, opisany po raz pierwszy przez Benoit w 1977 roku. Obejmuje tylko jeden, zarazem typowy gatunek, B. sanctaehelenae występujący tylko na wyspie Świętej Heleny.

## Gatunki
- Bonapruncinia sanctaehelenae Benoit, 1977 (wyspa Świętej Heleny)